# قائمة الفيضانات حسب البلد
هذه قائمة بالفيضانات مُرتبة حسب البلد

## أفريقيا
- غطى فيضان موزمبيق عام 2000، الناجم عن الأمطار الغزيرة التي أعقبها إعصار، معظم أنحاء البلاد لمدة ثلاثة أسابيع، مما أسفر عن مقتل الآلاف، وترك البلاد مدمرة لسنوات بعد ذلك.
- شهدت إثيوبيا واحدة من أسوأ فيضاناتها في أغسطس 2006.
- ضربت الفيضانات عام 2005 أكثر من 14 دولة في أفريقيا، مما أثر على 2.5 مليون شخص و 250 حالة وفاة.
- أثر فيضان موزمبيق عام 2007 على 121000 شخص وأسفر عن 29 إلى 40 حالة وفاة.
- أثرت فيضانات ناميبيا عام 2008 على 250000 شخص، مما أسفر عن مقتل 42 شخصًا.
- أثرت فيضانات بنين عام 2008 على 150 ألف شخص في بنين.
- أثرت فيضانات أنغولا وناميبيا وزامبيا عام 2009 على حوالي 445000 شخص في ثلاث دول وأسفرت عن مقتل ما لا يقل عن 131 شخصًا.
- أثرت فيضانات غرب إفريقيا عام 2009 على ما يقرب من مليون شخص في 12 دولة، وتسببت في وفاة ما لا يقل عن 193 شخصًا.
- عام 2011 في رواندا أدى فيضان نهر نيابوغوغو إلى مقتل 5 وأضرار تُقَّدر بـخمسة ملايين فرنك رواندي
- أثر الفيضان الرواندي لنهر مووجو عام 2010 على مائتي شخص في جميع أنحاء منطقة نيانزا، وتسبب في خسارة ستة ملايين فرنك رواندي.
- فيضانات جنوب شرق أفريقيا 2015
- أثرت فيضانات أكرا 2015 في غانا على آلاف الأشخاص في المدينة، مما أسفر عن مقتل حوالي 200 شخص.
- فيضانات زيمبابوي 2016-2017
- فيضانات شرق إفريقيا 2018
- فيضانات شرق إفريقيا 2018
- فيضانات نهر الكونغو 2019-2020

## آسيا

### شرق آسيا

#### الصين

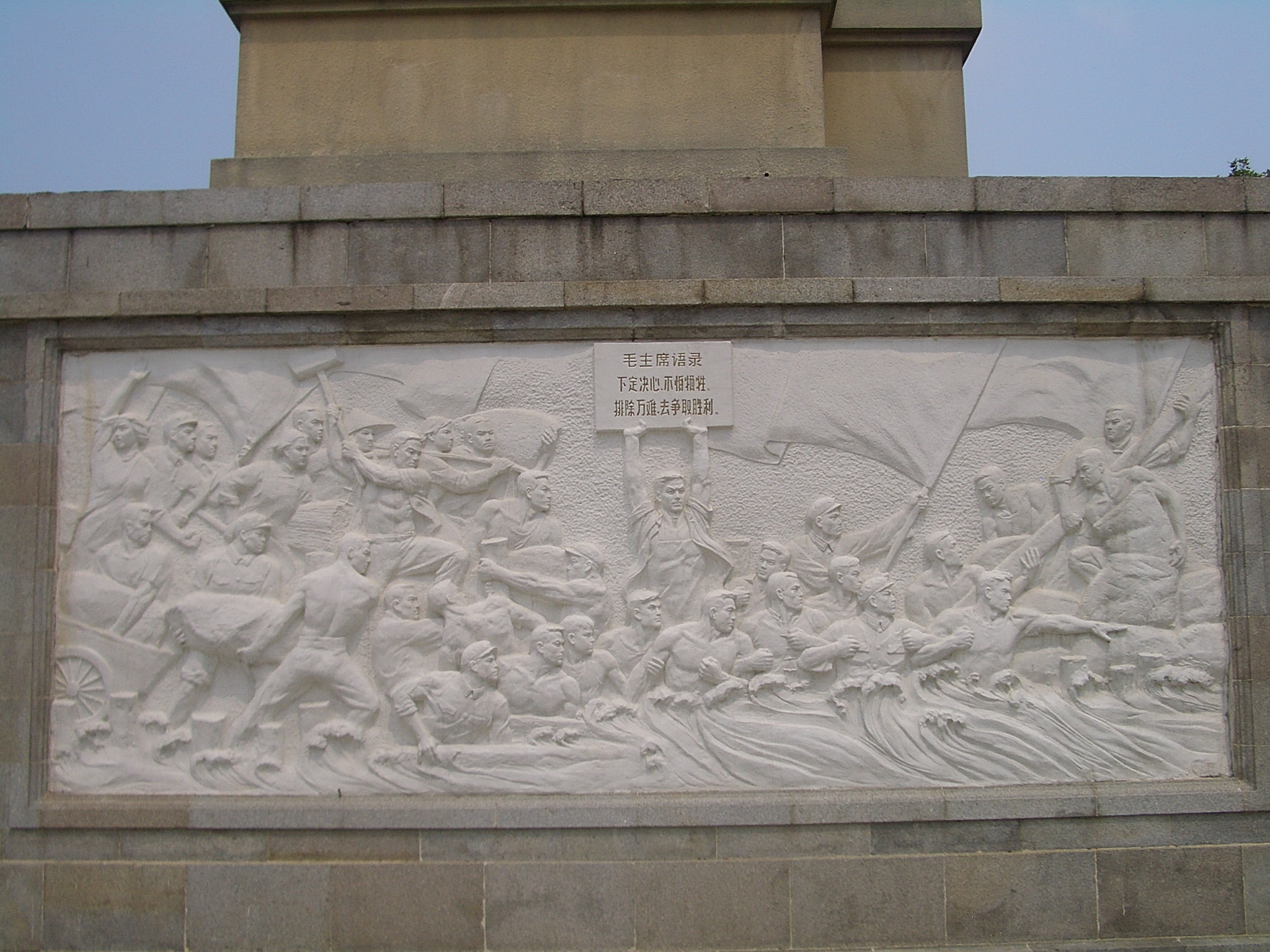
محاربة فيضان اليانغتسي عام 1954، كما تم تصويره على نصب تذكاري في ووهان

- تسبب فيضان النهر الأصفر عام 1887 في وفاة ما بين 900.000 و 2 مليون في الصين. ويُعد واحدًا من أكثر الفيضانات دموية على الإطلاق.
- فيضان نهر اليانغتسي عام 1911. قتل ما يصل إلى 100000 في الصين
- تسبب فيضان النهر الأصفر عام 1931 في وفاة ما بين 800,000 و 4,000,000 شخص في الصين، وهو واحد من سلسلة فيضانات كارثية على النهر الأصفر.
- وقتل فيضان نهر اليانغتسي عام 1935 145 ألف شخص
- فيضان نهر تيانجين عام 1939
- 1948 فيضان نهر فوتشو
- 1951 فيضان نهر منشوريا
- فيضانات نهر اليانغتسي عام 1954
- خلف فيضان النهر الأصفر عام 1983 ما بين 900 ألف ومليوني قتيل وأكثر من مليوني شخص بلا مأوى.
- تركت فيضانات نهر اليانغتسي عام 1998  14 مليون شخص بلا مأوى.
- أثرت فيضانات الصين عام 2010 على أكثر من 230 مليون شخص - حيث تم إجلاء 15.2 مليون شخص وقتل الآلاف.
- 2011 فيضانات الصين
- فيضانات جنوب غرب الصين 2013.
- في 23 مايو 2015، قُتل ما لا يقل عن 57 شخصًا في فيضانات في ست مقاطعات.[1] وكان من بين القتلى تلميذان كانا في حافلة مكتظة بالسكان سقطت في بركة.[2]
- 2016 فيضانات الصين
- 2017 فيضانات الصين
- 2020 فيضانات الصين

##### هونج كونج
- إعصار هونغ كونغ عام 1906
- إعصار هونغ كونغ العظيم عام 1937

#### اليابان

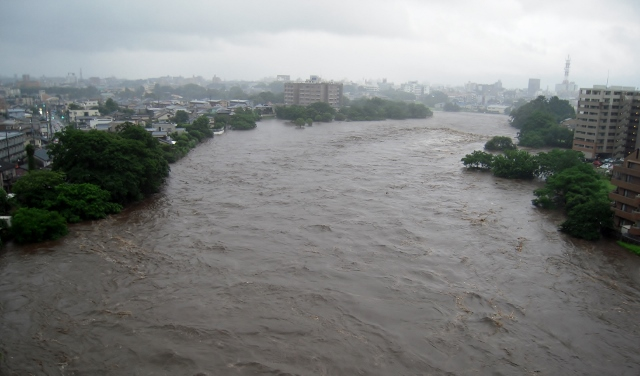
عرض مصور عند هطول أمطار غزيرة عقب الفيضانات في نهر شيرا، كوماموتو، كيوشو، يوليو 2012

- في يوليو 2012، تسببت الأمطار الغزيرة في حدوث فيضانات في كيوشو باليابان، مما أسفر عن مقتل أو فقد 32 شخصًا. في وقت لاحق من شهر أغسطس، تسببت الأمطار والعواصف المستمرة في حدوث فيضانات في منطقة كينكي، مما تسبب في إصابة شخص واحد.
- في يوليو 1996 ضرب فيضان وسط هونشو ومات 48 شخصًا.
- في 21 سبتمبر 1996، ضرب إعصار كيوشو مما تسبب في فيضانات على طول السواحل حيث تحطمت أمواج ضخمة على الشاطئ وغمرت المياه على الشاطئ عندما جلب الإعصار الكثير من الأمطار إلى المنطقة.
- في عام 1953، قتل فيضان شمال كيوشو عام 1953 حوالي 759 شخصًا وبلغ عدد القتلى والمفقودين 1001 في المنطقة الشمالية من كيوشو في اليابان.
- حدث فيضان هانشين العظيم عام 1938 في يوليو 1938 في منطقة كوبي في اليابان، مما تسبب في مقتل 925 شخصًا بسبب هطول أمطار غزيرة بشكل استثنائي تسببت في انهيارات أرضية في جبل روكو.
- فيضانات اليابان 2018

#### كوريا الشمالية
- شهدت كوريا الشمالية واحدة من أسوأ فيضاناتها على الإطلاق في مايو 2006.

#### كوريا الجنوبية
- غُمرت كوريا الجنوبية بالفيضانات في مايو 2006 واستمرت حتى نهاية يونيو 2006.

### جنوب آسيا

#### بنغلاديش
- كانت بنغلاديش ضحية لفيضانات عديدة على مر السنين، وكان أكبرها في أعوام 1954 و 1955 و 1970 و 1985 و 1988 و 1998 و 2004 و 2007 و 2012.

#### الهند
- تعاني ولاية آسام من فيضانات بشكل منتظم منذ عام 1998.
- خلفت الفيضانات في مومباي في يوليو 2005 أكثر من 700 قتيل. كانت بعض المناطق مغمورة بحوالي 5 أمتار من الماء.
- أثرت الفيضانات الهندية عام 2008 على معظم أنحاء الهند طوال عام 2008.
- في أكتوبر 2009، حدثت فيضانات في أجزاء كثيرة من جنوب الهند. كانت واحدة من أسوأ الفيضانات في المنطقة في المائة عام الماضية، حيث قتلت ما لا يقل عن 299 شخصًا وشردت 500 ألف شخص.
- وقعت فيضانات «ليه» في 6 أغسطس 2010 في ليه، أكبر مدينة في لاداخ، وهي منطقة تقع في أقصى شمال الهند في ولاية جامو وكشمير. قُتل ما لا يقل عن 193 شخصًا، خمسة منهم من السياح الأجانب، بعد أن تسببت الأمطار الغزيرة ليلاً في حدوث فيضانات وانهيارات طينية. وأفادت التقارير عن فقدان 200 شخص وتشريد آلاف آخرين بعد أن تسببت الفيضانات في أضرار جسيمة للممتلكات والبنية التحتية.
- فيضانات شمال الهند عام 2013 في أوتارانتشال التي دمرت العديد من الأشياء والانهيارات الأرضية الناجمة عن هطول الأمطار الغزيرة.
- فيضانات جنوب الهند عام 2014 في فيساخاباتنام التي دمرت العديد من الأشياء والانهيارات الأرضية الناجمة عن هطول الأمطار الغزيرة وتشريد الآلاف بعد أن تسببت الفيضانات في أضرار جسيمة للممتلكات والبنية التحتية.
- تعتبر الفيضانات التي حدثت في تشيناي بسبب هطول الأمطار الغزيرة للرياح الموسمية الشمالية الشرقية في عام 2015 واحدة من الكوارث الكبرى في ولاية تاميل نادو. حدث ذلك من نهاية نوفمبر حتى منتصف الأسبوع الثاني من ديسمبر.
- فيضان غوجارات 2017
- فيضانات نيبال ودارشان الهند في أغسطس 2017
- فيضانات كيرالا 2018
- فيضان أوتارانتشال 2021

#### باكستان
- في عام 2003، تضررت مقاطعة السند بشدة بسبب الأمطار الموسمية التي تسببت في أضرار في ملايين الأماكن.
- في عام 2007، غمر إعصار يمين الجزء السفلي من مقاطعة بلوشستان في مياه البحر مما أسفر عن مقتل 380 شخصًا. وقبل ذلك قتل 213 شخصا في كراتشي.
- في عام 2009، غمرت المياه كراتشي. (انظر فيضانات كراتشي 2009)
- في عام 2010، من منتصف يوليو حتى منتصف أغسطس -تضررت المقاطعات الباكستانية الأربع (بلوشستان وخيبر باختونخوا وجنوب البنجاب والسند) بشدة خلال الأمطار الموسمية عندما فاضت السدود والأنهار والبحيرات، مما أسفر عن مقتل ما لا يقل عن 1750 شخصًا وإصابة. 2500 وأثر ذلك على 23 مليون شخص. يعتبر الفيضان الأسوأ في تاريخ باكستان، حيث أثر على الناس في جميع المقاطعات الأربع ومنطقة أسد جامو وكشمير في باكستان.[3] (انظر فيضانات باكستان عام 2010)
- فيضانات أفغانستان وباكستان 2013.

### جنوب شرق آسيا

#### إندونيسيا
- فيضانات جاكرتا 1996
- 2006–07 فيضانات جنوب شرق آسيا
- عانت جاكرتا من فيضانات أسفرت عن مقتل 80 شخصًا في 2 فبراير 2007.[4]
- انهار سد Situ Gintung في جنوب تانجيرانج، بانتين، في 28 مارس 2009، مما أدى إلى تصريف البحيرة، وأسفر عن مقتل ما لا يقل عن 100 شخص.[5]
- 2010 فيضانات بابوا الغربية
- 2011 Tangse flash flood [banjir bandang tangse 2011]
- 2012 Padang flood [banjir padang 2012]
- 2012 Batanguru Timur flash flood [banjir bandang batanguru timur 2012]
- 2013 South Sulawesi flood [banjir sulawesi selatan 2013]
- فيضان جاكرتا 2013
- 2014 Manado flood [banjir manado 2014]
- فيضانات 2014-2015 في جنوب شرق آسيا وجنوب آسيا
- 2015 Jakarta flood [banjir jakarta 2015]
- 2018 Jakarta flood [banjir jakarta 2018]
- 2019 فيضانات جنوب سولاويزي
- 2019 جايابورا فيضان وانهيار أرضي
- 2019 Bengkulu flood and landslide [banjir dan longsor bengkulu 2019]
- تسببت الفيضانات في جاكرتا الكبرى (جابوديتابك) في الفترة من 1 إلى 3 يناير 2020 في مقتل ما لا يقل عن 30 شخصًا، وتم إجلاء أكثر من 31000 شخص.[6] حدثت الفيضانات بسبب هطول الأمطار في الفترة من 31 ديسمبر 2019 إلى 1 يناير 2020.[7]
- 2020 North Luwu flood [banjir luwu utara 2020]
- مارس 2024 - فيضانات وانزلاقات أرضية في جزيرة سومطرة الإندونيسية أدت إلى 26 قتيلاً و11 مفقوداً.[8]

#### ماليزيا
- تعتبر الفيضانات في شبه جزيرة ماليزيا، وصباح وسومطرة في ديسمبر 2006 ويناير 2007 من أسوأ الفيضانات في المنطقة منذ 100 عام، فقد أدت إلى إجلاء أكثر من 100000 شخص في ولاية جوهور الأكثر تضررًا في ذروتها.
- فيضانات ماليزيا الشمالية 2010.
- فيضانات ماليزيا 2014-2015.
- فيضانات ماليزيا الشرقية 2015.

#### الفلبين
- 1991 فيضان Ormoc
- 2009 فيضان الفلبين
- 2010-11 فيضانات الفلبين
- 2012 لوزون فيضانات موسمية جنوب غرب
- 2016 الفيضانات الموسمية جنوب غرب الفلبين
- فيضانات فيساياس ومينداناو 2017

#### تايلاند
- فيضانات تايلاند 2010.
- بدأت فيضانات تايلاند 2011 من يوليو 2011 حتى يناير 2012 وأسفرت عن ما مجموعه 815 حالة وفاة، وتضرر 13.6 مليون شخص، وتم إعلان 65 مقاطعة مناطق كوارث فيضانات، وتضرر أكثر من 20000 كيلومتر مربع من الأراضي الزراعية وتم إغلاق 7 مناطق صناعية مؤقتًا مما تسبب في أضرار تصل إلى 45.7 مليار دولار أمريكي (1.4 تريليون بات).[9]

## أوروبا
- تسبب فيضان بحر الشمال عام 1953 في وفاة أكثر من 2000 شخص في مقاطعة زيلاند الهولندية والمملكة المتحدة وأدى إلى بناء أعمال دلتا وحاجز التايمز.
- أسفر فيضان بحر الشمال عام 1962 عن مقتل 318 شخصًا والكثير من الأجزاء المتضررة من هولندا والمملكة المتحدة وألمانيا، ولكن بشكل رئيسي هامبورغ، ألمانيا.
- تسببت الأمطار القياسية عبر أوروبا الوسطى في أغسطس 2005 في فيضانات شديدة للغاية.
- تسببت سلسلة من الفيضانات في أيرلندا وإيطاليا وفرنسا في عام 2011 في العديد من الوفيات في جميع البلدان الثلاثة.

### الجمهورية التشيكية
- أثر فيضان أوروبا الوسطى عام 1997 على جمهورية التشيك، مما أدى إلى وفاة 50 شخصًا هناك وأضرار تقدر بنحو 63 مليار كرونة تشيكية.[10]
- أثرت الفيضانات الأوروبية عام 2002 على جمهورية التشيك، حيث لقي 17 شخصًا مصرعهم وتسبب في أضرار تقدر بنحو 73 مليار كرونة تشيكية.[10]
- أثرت الفيضانات الأوروبية لعام 2009 على جمهورية التشيك، حيث توفي 13 شخصًا وتسبب في أضرار بأكثر من 5.6 مليار كرونة تشيكية.[10]
- تسببت فيضانات أوروبا الوسطى عام 2010 في إعلان حالة الطوارئ في منطقة زلين ومنطقة مورافيا-سيليزيا.[11]

### فرنسا
- حدث أحد أسوأ فيضانات فرنسا في القرن العشرين في عام 1910. شهدت نهاية عام 1909 وأوائل عام 1910 فترة من الأمطار الغزيرة وتساقط الثلوج على مدى 3 أشهر. بدأ مستوى نهر السين في الارتفاع بسرعة من 18 إلى 20 يناير، حيث ارتفع إلى 8.62 مترًا فوق المعدل الطبيعي في اليوم الثامن والعشرين. غمرت 4 مليارات متر مكعب من مياه الأنهار الملوثة برواسب الأنهار ومياه الصرف الصحي البلدات، وغمرت أكثر من 5 كيلومترات مربعة من باريس. كان هناك أكثر من 150.000 ضحية وغمرت المياه أكثر من 20.000 مبنى.[12]

### ألمانيا
- طوفان كل القديسين (1304)

### إيطاليا
- في 3 نوفمبر 1844، غمر نهر أرنو فلورنسا، توسكانا، ومنطقة موغيلو، توسكانا.
- في 22 أكتوبر 1951، كان هناك العديد من الضحايا بسبب الفيضانات في أحياء بينيفينتو، كامبانيا.[بحاجة لمصدر]
- في 14 نوفمبر 1951، تعرضت دلتا نهر بو للفيضانات. كان هناك 84 ضحية وفقد 180.000 شخص منازلهم.
- من 24 إلى 28 نوفمبر 1959، فاضت الأنهار بسبب هطول الأمطار الزائدة مما تسبب في تشريد مئات الأشخاص ودمرت العواصف المنازل في ميتابونتو. وتوفي شخص غرقًا في بوليكورو. كما تسببت الأمطار الغزيرة في حدوث انهيارات أرضية في بيستيشي.[13]
- يوم 9 أكتوبر عام 1963، حدث انهيار أرضي في سد فايونت، بالقرب من لونجارون، فينيتو، وحدثت انهيارات أرضية في بحيرة اصطناعية مما أدى إلى موجة تراوح المنسوب وحدث ميجاتسونامي. قُتل 1917 شخصًا ودمرت العديد من البلدات في وادي نهر بيافي.
- في 4 نوفمبر 1966، قتل فيضان نهر أرنو في فلورنسا، توسكانا عام 1966، 34 شخصًا وأتلف أو دمر ملايين التحف الفنية والكتب النادرة في فلورنسا.
- في 18 يوليو 1985، بالقرب من Tesero، Trentino-Alto Adige / Südtirol، انهار سد Val di Stava ؛ والخزان الاصطناعي، مما أسفر عن مقتل 286 شخصًا.
- في صيف عام 1987، تسبب هطول الأمطار الغزيرة في كارثة Valtellina في وادي Valtellina في لومباردي، مما أسفر عن مقتل 53 شخصًا وإلحاق أضرار جسيمة بالبنية التحتية والمناظر الطبيعية والبلدات والاقتصاد.
- في 6 نوفمبر 1994، ضرب الجزء الجنوبي من بيدمونت فيضانات من نهري بو وتانارو؛ كان هناك 70 ضحية وفقد 2226 شخص منازلهم.
- في 19 يونيو 1996، تعرضت منطقتي فيرسيليا وغارفانيانا في توسكانا للفيضانات المفاجئة. كان هناك 14 ضحية.
- في 5 مايو 1998، ضرب فيضان مفاجئ سارنو، كامبانيا، أدى إلى انهيار طيني. كان هناك 160 ضحية.
- في 9 سبتمبر 2000، تم تدمير مكان تخييم بالقرب من سوفيراتو، كالابريا، بسبب فيضان مفاجئ. كان هناك 12 ضحية وشخص مفقود.
- من 13 إلى 16 سبتمبر 2001، كانت هناك فيضانات في معظم حوض نهر بو؛ كان هناك 23 ضحية و 11 مفقودا و 40 ألف شخص تم إجلاؤهم.
- في 18 نوفمبر 2013، أدى الفيضان الهائل الناجم عن إعصار كليوباترا إلى مقتل 18 شخصًا في سردينيا.[14]

### بولندا
- كان فيضان عام 1934 في بولندا أكبر فيضان في تاريخ بولندا (ثم جمهورية بولندا الثانية) حيث قتل 55 شخصًا.

### البرتغال
- في فبراير 2010، ضربت فيضانات وانهيارات طينية شديدة جزيرة ماديرا البرتغالية، مما أسفر عن مقتل 50 شخصًا على الأقل.[15]

### إسبانيا
- 13-14 أكتوبر 1957، في فالنسيا، أدت الأمطار الغزيرة إلى فيضان مدمر، فقد 81 شخصًا على الأقل حياتهم.[16]
- في عام 1982، حطم نهر جوكار (فالنسيا، إسبانيا) خزان توس مما تسبب في فيضان أدى إلى مقتل 30 شخصًا.[17]

### المملكة المتحدة
- كان فيضان بحر الشمال عام 1953 أحد أكثر الكوارث الطبيعية تدميراً على الإطلاق في المملكة المتحدة.
- فيضانات بريطانيا العظمى وأيرلندا 2015

إنجلترا
- فيضان شيفيلد العظيم - أكثر الفيضانات دموية في تاريخ المملكة المتحدة، بسبب انهيار خزان دايل دايك. أصيبت شيفيلد عام 1864، وسقط 270 قتيلا
- 1928 فيضان التايمز
- فيضان لينماوث عام 1952 – قُتل 34 شخصًا، وشرد 420 آخرون. تم تدمير أكثر من 100 مبنى.
- الفيضانات من ذوبان الجليد في مارس 1947 في إنجلترا بما في ذلك فيضان التايمز عام 1947
- فيضانات يوليو وسبتمبر 1968 في إنجلترا
- فيضانات خريف 2000 في إنجلترا
- فيضان Boscastle لعام 2004 – تعرضت Boscastle في كورنوال لأضرار جسيمة بسبب الفيضانات المفاجئة.
- غمرت مياه إيدن، كينت، ديروينت، جريتا وكوكر بالإضافة إلى أنهار كمبريا الأخرى في يناير 2005 مما أدى إلى إتلاف حوالي 2000 عقار وتسبب في أضرار بأكثر من 250 مليون جنيهًا إسترلينيًا.[18]
- فيضانات المملكة المتحدة عام 2007 - مقتل 6 أشخاص. تأثرت البلاد بأكملها، وكانت يوركشاير أكثر المقاطعات تضررًا. عانت يوركشاير من العديد من عمليات إغلاق الطرق والسكك الحديدية وانقطاع التيار الكهربائي وعمليات الإجلاء، وتعد شيفيلد أكثر الأماكن تضررًا في البلاد.
- نوفمبر 2009 فيضانات بريطانيا وأيرلندا – تساقطت أمطار غزيرة على معظم الجزر البريطانية، لكن كمبريا هي الأكثر تضررًا. مات شخصان بسبب الفيضان
- 2012 فيضانات بريطانيا وأيرلندا
- فيضان بحر الشمال عام 2013
- عواصف الشتاء 2013-2014 في المملكة المتحدة – تدفق تيار مستمر من العواصف الكبرى والأمطار الغزيرة بشكل أساسي على الجزر البريطانية الجنوبية وسومرست ديفون وكانت كورنوال الأكثر تضررًا. فقدت مساحات كبيرة من الأراضي الزراعية، وتحطمت العديد من سجلات الفيضانات. وقطع خط السكة الحديد الرئيسي إلى كورنوال في داوليش.

اسكتلندا
- 2002 فيضانات غلاسكو – تم إجلاء 200 شخص على الفور، ولكن تأثرت إمدادات المياه لـ 140 ألف شخص.

ويلز
- ديسمبر 2015 – فيضان نهر كونوي.

## أمريكا الشمالية

### كندا
- في مايو 1950، وصل النهر الأحمر، المعروف أيضًا باسم النهر الأحمر في الشمال، إلى أعلى مستوى له منذ عام 1861 وأغرق معظم وادي النهر الأحمر. غُمرت مدينة وينيبيغ، مانيتوبا، في 5 مايو، والمعروفة أيضًا باسم الجمعة العظيمة لبعض السكان، وكان لا بد من إجلائها جزئيًا.
- في 15 أكتوبر 1954، ضرب إعصار هازل تورونتو، أونتاريو، مما أسفر عن مقتل 81 شخص، وتدمير 20 جسرا، وخلف أكثر من 2000 شخصًا بلا مأوى.
- في 14 يوليو 1987، اجتازت سلسلة من العواصف الرعدية القوية جزيرة مونتريال، وتسببت في فيضان مونتريال عام 1987. سقط أكثر من 100 مليمتر (3.9 بوصة) من المطر خلال فترة قصيرة جدًا من الزمن. اجتاح الفيضان شبكات الصرف الصحي وشلت الطرق التي غمرتها الفيضانات. وانقطع التيار الكهربائي لنحو 350 ألف منزل، وغمرت المياه الطوابق السفلية لعشرات الآلاف من المنازل. وتوفي شخصان أحدهما في سيارة مغمورة والآخر صعقًا بالكهرباء.[19]
- في 19 يوليو 1996 كان أسوأ فيضان في مقاطعة كيبيك في ساجويني لاك سانت جان
- تُعد فيضانات جنوب ألبرتا في يونيو 2005 واحدًا من أكبر الفيضانات في كندا. حيث أثرت الفيضانات على العديد من المناطق الحضرية الكبرى بما في ذلك كالجاري. ونتج عن الفيضانات التي استمرت ثلاثة أسابيع أربع وفيات.
- 2013 فيضانات ألبرتا - في 20 يونيو 2013، تسببت الفيضانات الواسعة النطاق في جنوب ألبرتا في أضرار جسيمة في كانمور وكالغاري وهاي ريفر عندما فاض نهر كوغار، ونهر هايوود، والأنهار والجداول الأخرى بسبب هطول الأمطار الغزيرة.[20][21] كما تأثرت مجتمعات أخرى في المنطقة بالفيضانات.[22] تسببت الفيضانات أيضًا في انقطاع التيار الكهربائي وإغلاق الطريق السريع عبر كندا والطريق السريع 1A، بالإضافة إلى العديد من الطرق السريعة والطرق الأخرى.[23][24] تم الإبلاغ عن فقد رجل وامرأة بعد اجتياح منزل متنقل بالقرب من بلدة بلاك دايموند؛ تم إنقاذ الرجل فيما بعد، لكن المرأة ظلت مفقودة.[25]
- فيضانات ألبرتا 2014 - في 18 يونيو 2014، استيقظت مدينة كلاريشولم ، ألبرتا لتجد شوارعها مغمورة بالمياه، وتم إعلان حالات الطوارئ للعديد من المناطق في جنوب ألبرتا بما في ذلك Blood Reserve، Cardston، Claresholm، Coaldale، Crowsnest Pass، Lethbridge County ومديسين هات وويلو كريك.[26]

### الولايات المتحدة الأمريكية
- في عام 1889، انهار سد ساوث فورك، مما تسبب في فيضان جونستاون الهائل الذي أودى بحياة 2209 شخصًا في جونستاون، بنسلفانيا.
- قتل فيضان دايتون العظيم عام 1913 360 شخص ودمر 20 ألف منزل في الولايات المتحدة. كما أتلفت لوحات فوتوغرافية تاريخية تخص ويلبر وأورفيل رايت.
- دمر فيضان هاتفيلد عام 1916 في سان دييغو بكاليفورنيا سدود سويت ووتر وأوتاي السفلى، وتسبب في 22 حالة وفاة وخسائر بنحو 4.5 مليون دولار.
- يُعد فيضان فيرمونت في عام 1927 هو أسوأ فيضان في تاريخ فيرمونت، حيث تسبب في خسائر بقيمة 30 مليون دولار، والتي تُعادل 270 مليون دولار اليوم، مما أسفر عن مقتل أكثر من 83 شخصًا وترك 9000 بلا مأوى.[27][28]
- كان فيضان المسيسيبي العظيم عام 1927 أحد أكثر الفيضانات تدميراً في تاريخ الولايات المتحدة.
- حدث فيضان نهر أوهايو عام 1937 في أواخر يناير وفبراير 1937. وتسبب بأضرار امتدت من بيتسبرغ إلى القاهرة، إلينوي، تُرك مليون بلا مأوى، وسقط 385 قتيلاً وخسائر في الممتلكات تصل إلى 500 مليون دولار.
- في عام 1957، تسببت الفيضانات الناجمة عن الإعصار أودري في مقتل حوالي 400 شخص الناس في جنوب غرب لويزيانا.
- في عام 1965، غمر إعصار بيتسي مناطق واسعة من نيو أورلينز بولاية لويزيانا لمدة تصل إلى 10 أيام، وغرق حوالي 40 شخصًا.
- في عام 1972، قتل فيضان بلاك هيلز 238 شخصًا وتسبب في أضرار بنحو 160 مليون دولارًا في غرب ولاية ساوث داكوتا.
- في عام 1983، شهدت منطقة شمال غرب المحيط الهادئ واحدة من أسوأ فيضانات الشتاء، وشهدت بعض الولايات الشمالية الغربية شتاءً أكثر رطوبة حتى الآن. وقدر الضرر بنحو 1.1 مليار دولار.
- في ألاسكا من مايو إلى سبتمبر 1992، تسببت الظروف الرطبة بشكل غير عادي، بالإضافة إلى ذوبان الجليد، في حدوث فيضان في مناطق ألاسكا.
- كان الطوفان العظيم عام 1993 أحد أكثر الفيضانات تدميراً في تاريخ الولايات المتحدة.
- في 8 مايو 1995، ضرب فيضان لويزيانا وتسبب في أضرار جسيمة.
- حدث فيضان النهر الأحمر عام 1997 في أبريل ومايو 1997 على طول النهر الأحمر في الشمال في داكوتا الشمالية ومينيسوتا ومانيتوبا (كندا). وكان أخطر فيضانات النهر منذ عام 1826.
- في أكتوبر 1998، تعرضت سان ماركوس، تكساس، لفيضان بلغ إجمالي هطول الأمطار 15 إلى 30 بوصة في فترة زمنية قصيرة.[29]
- في يونيو 2001، تسببت الفيضانات في العاصفة الاستوائية أليسون في مقتل أكثر من 30 شخصًا في منطقة هيوستن، تكساس.
- غمرت المياه ثمانين في المائة من نيو أورلينز، لويزيانا، بسبب انهيار العديد من السدود في 29 أغسطس 2005 في أعقاب إعصار كاترينا. ومات 1,833 بسبب الإعصار.
- يعتبر فيضان الولايات الوسطى الأطلسية في عام 2006 في شرق الولايات المتحدة الأسوأ في تلك المنطقة منذ الفيضانات التي سببها إعصار ديفيد في عام 1979.
- كانت فيضانات تينيسي في مايو 2010[30] في وسط تينيسي وغرب تينيسي وجنوب وسط وغرب كنتاكي وشمال ميسيسيبي نتيجة للأمطار الغزيرة في 1 و 2 مايو 2010. بلغ نهر كمبرلاند ذروته عند 51.86 قدم في ناشفيل، وهو مستوى لم تشهده منذ عام 1937.[31]
- 2013 فيضانات كولورادو
- بين 27 و 30 أبريل 2014، حدث فيضانات في أركنساس/ميسوري وموبايل بينساكولا، بسبب الإعصار.
- فيضان نيويورك 2014 - أدى هطول الأمطار القياسي الذي استمر 60 يومًا في نيويورك إلى حدوث فيضان كبير.[32][33][34][35][36][37][38][39]
- فيضان ميسوري 2015
- فيضانات أوكلاهوما 2016[40][41]
- فيضانات لويزيانا 2016[42][43]
- 2017 فيضانات تكساس
- جرت عمليات الإجلاء الطوعية لفيضانات نهر أوهايو 2018 من بيتسبرغ، بنسلفانيا إلى ويلينج، فيرجينيا

## أوقيانوسيا

### أستراليا
- 1893 فيضان بريسبان

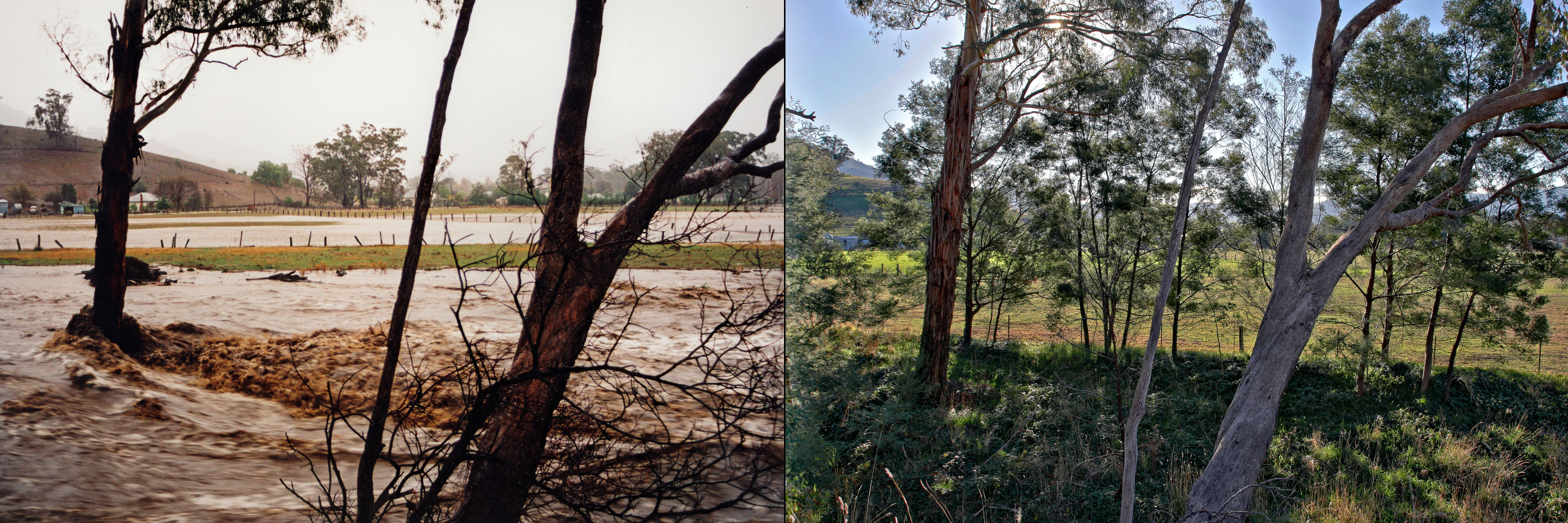
على اليسار صورة التقطت خلال فيضانات 1998 في سويفتس كريك في أستراليا. على اليمين هو نفس الموقع بعد 8 سنوات

- شهد عام 1940 فيضانات شديدة في كوينزلاند بأستراليا.
- دمرت فيضانات وادي هانتر عام 1955 في نيو ساوث ويلز (أستراليا) أكثر من 100 منزل وتسببت في إجلاء 45000 منزل.
- ضربت الفيضانات فيكتوريا في عام 1998 وتسببت في أضرار جسيمة وفيضانات في العاصمة الأسترالية كانبيرا.
- غمرت فيضانات هنتر 2007 مناطق شاسعة من مدينتي ميتلاند ونيوكاسل، في يونيو 2007 أودت بحياة 11 شخصًا وأجبرت على إخلاء 4000 شخصًا في وسط ميتلاند وحدها.
- أدت فيضانات الخليج التي سببها إعصار شارلوت إلى عزل كارومبا ونورمانتون بمياه الفيضانات في يناير 2009.
- كانت الفيضانات في كوينزلاند في عامي 2010 و 2011 واحدة من أسوأ أحداث الفيضانات في تاريخ أستراليا، حيث قُتل 38 شخصًا وتضررت مدن بأكملها مثل جرانثام.
- كما حدثت فيضانات شديدة في فيكتوريا في الأعوام 2010-2011.
- في يناير 2013، غمرت المياه المناطق التي تعرضت للفيضانات قبل سنوات قليلة فقط بسبب الأمطار التي سببها إعصار أوزوالد.

### فيجي
- كانت فيضانات فيجي عام 2009 مسؤولة عن 16 حالة وفاة على الأقل في الجزر

### نيوزيلاندا
- أدى فيضان نهر هات عام 1858 إلى مقتل 14 شخصًا
- فيضان 1878 من نهر كلوثا
- أسفر فيضان 1897 في كلايف في خليج هوك عن مقتل 12 شخصًا
- تسبب إعصار نيوزيلندا عام 1929 في فيضانات شديدة في مدينة دنيدن
- في عام 1938، أدى فيضان مفاجئ في معسكر عمال السكك الحديدية في كو=بواهارا إلى مقتل 21 شخصًا
- ضرب فيضان نهر كلوثا عام 1978، المعروف باسم «فيضان المائة عام»، قبل يوم واحد من الذكرى المئوية للفيضان العظيم عام 1878
- فيضان ساوثلاند عام 1984
- في عام 1988، حدثت فيضانات واسعة النطاق في أجزاء عديدة من الجزيرة الشمالية بسبب إعصار بولا
- غمر فيضان ماناواتو عام 2004 بلدة فيليندينج

### جزر سليمان
- في أوائل أبريل 2014، تسبب إعصار إيتا في فيضانات كارثية عبر جزر سليمان، مما أسفر عن مقتل 21 شخصًا على الأقل.

### بابوا غينيا الجديدة
- في نوفمبر 2007، تسبب إعصار جوبا، وهو عاصفة بطيئة الحركة، في حدوث فيضانات قاتلة في بابوا غينيا الجديدة.

## أمريكا الجنوبية

### البرازيل
- في يناير 1992، شهدت البرازيل فيضانات شديدة.
- 2008 فيضانات سانتا كاتارينا
- 2009 فيضانات وانهيارات طينية البرازيلية
- يناير 2010 فيضانات وانهيارات طينية ريو دي جانيرو
- شهدت ريو دي جانيرو أسوأ فيضانات على الإطلاق أدت إلى مقتل أكثر من 250 شخصًا في أبريل 2010.
- 2010 فيضانات شمال شرق البرازيل
- اعتبرت فيضانات يناير 2011 في البرازيل الأسوأ في تاريخ البلاد. حتى 18 يناير، أودت الفيضانات بحياة 700 شخص وشردت 14000 شخص بسبب الانهيارات الأرضية.
- 2016 ساو باولو الفيضانات والانهيارات الطينية

### تشيلي
- حدث زلزال تشيلي العظيم وأعقبه تسونامي فغمرت مستوطنات Riñihue، لوس لاجوس، Antilhue، Pishuinco وفالديفيا
- الفيضانات والتدفقات الطينية في شمال شيلي لعام 2015

### بيرو
- كان فيضان بيرو عام 2017 كارثة طبيعية في بيرو حيث هُدم أكثر من 100000 منزل، وجرف أكثر من 100 جسر ، وتعطلت العديد من الطرق.[44] لقي أكثر من 70 شخصًا مصرعهم نتيجة الفيضانات.[45]

### أوروغواي
- كان سبب فيضان 1959 في أوروغواي فيضان نهر ريو نيغرو. كانت العواقب وخيمة على اقتصاد راكد بالفعل.

## روابط خارجية
- أخبار الفيضانات